# Teleankenævnet
Teleankenævnet er et privat klagenævn godkendt af Teleindustrien i Danmark og Forbrugerrådet Tænk. Nævnet blev oprettet i 2003 og behandler klager over teletjenester. Teleankenævnet  og dets sekretariat, består af  jurister, juridiske assistenter og kontoransatte, der alle er til huse i kontoret på Axeltorv i København. Kontoret deles  med brancheforeningen Teleindustrien, der repræsenterer tilsluttede teleselskaber.